# José Huerta
José Huerta är en ort i Mexiko.   Den ligger i kommunen Tlacotepec de Benito Juárez och delstaten Puebla, i den sydöstra delen av landet, 170 km sydost om huvudstaden Mexico City. José Huerta ligger 1 953 meter över havet och antalet invånare är 337.
Terrängen runt José Huerta är platt åt sydväst, men åt nordost är den kuperad. Runt José Huerta är det ganska glesbefolkat, med 32 invånare per kvadratkilometer. Närmaste större samhälle är San Marcos Tlacoyalco, 8,5 km öster om José Huerta. Omgivningarna runt José Huerta är en mosaik av jordbruksmark och naturlig växtlighet.